# Marco Fabián
Marco Fabián (21 de juliol de 1989) és un futbolista mexicà.

## Selecció de Mèxic
Va formar part de l'equip mexicà a la Copa del Món de 2014.